# Over (album)
Over je šesté sólové studiové album anglického hudebníka Petera Hammilla. Vydáno bylo v dubnu roku 1977 společností Charisma Records a jeho producentem byl sám Hammill. nahráno bylo v roce 1976 ve studiu Foel ve velšské obci Llanfair Caereinion. Na albu se podílela celá sestava Hammilovy kapely Van der Graaf Generator z roku 1977, tedy houslista Graham Smith, baskytarista Nic Potter i bubeník Guy Evans.

## Seznam skladeb
Autorem všech skladeb Peter Hammill.
1. Crying Wolf
2. Autumn
3. Time Heals
4. Alice (Letting Go)
5. This Side of the Looking Glass
6. Betrayed
7. (On Tuesdays She Used to Do) Yoga
8. Lost and Found

## Obsazení
- Peter Hammill – zpěv, kytara, klávesy
- Graham Smith – housle
- Nic Potter – baskytara
- Guy Evans – bicí
- Michael Brand – dirigent orchestru